# 佐々木鏡石
佐々木 鏡石（ささき きょうせき）は、日本のライトノベル作家、兼業農家である。

## 経歴
岩手県在住。リンゴなどの果樹や米を栽培する兼業農家として働きながら、小説家としても活動している。岩手県遠野市を心の故郷としていると話し、ペンネームも『遠野物語』の話者である「佐々木喜善」からとった。
2021年3月から小説『がんばれ農強聖女〜聖女の地位と婚約者を奪われた令嬢の農業革命日誌〜』の投稿を開始しており、同作は書籍化されている。
2021年7月には「召喚されたものが魔法陣から出てくるのは日本の作品である」という旨のツイートを行い、6.1万件のいいね数を貰った他、ネットニュースにも取り上げられている。
2021年6月から小説投稿サイト「小説家になろう」で、津軽弁を話す男性を主人公とした作品『じょっぱれアオモリの星〜『何喋ってらんだがわがんねぇんだよ！』どギルドをぼんだされだ青森出身の魔導士、通訳兼相棒の新米回復術士と一緒ずてツートな無詠唱魔術で最強ば目指す〜』（以下、「じょっぱれアオモリの星」）を投稿するも、1ヶ月で打ち切った。作品制作の背景には、伊奈かっぺいのファンであった母と、吉幾三のファンであった父の影響で、小さい頃から津軽弁に親しんでいたことがあると話している。
2022年1月にTwitter上でツイッターアカウント「埴科拓安」が『じょっぱれアオモリの星』が紹介し、小説家になろうのサイトで1日の閲覧ランキングで1位になった。これを受けて、佐々木は同月29日より連載を開始した。

## 作品リスト

### 小説
- 『がんばれ農強聖女〜聖女の地位と婚約者を奪われた令嬢の農業革命日誌〜』（イラスト: 匈歌ハトリ、TOブックス〈ティー・オーエンタテインメント〉）[2]
- 『じょっぱれアオモリの星』（イラスト: 福きつね、角川スニーカー文庫〈KADOKAWA〉）

### 漫画原作
- 階段から突き落としたことを断罪する王子と、階段から突き落としたことには理由があると弁明する悪役令嬢の話（漫画：ハルシオン、『悪役令嬢として破滅フラグは全てへし折ってあげますわ！〜いろんな手段であらゆる不幸に「ざまぁ」します〜 アンソロジーコミック』2024年） - アンソロジー寄稿作品。